# Alocer

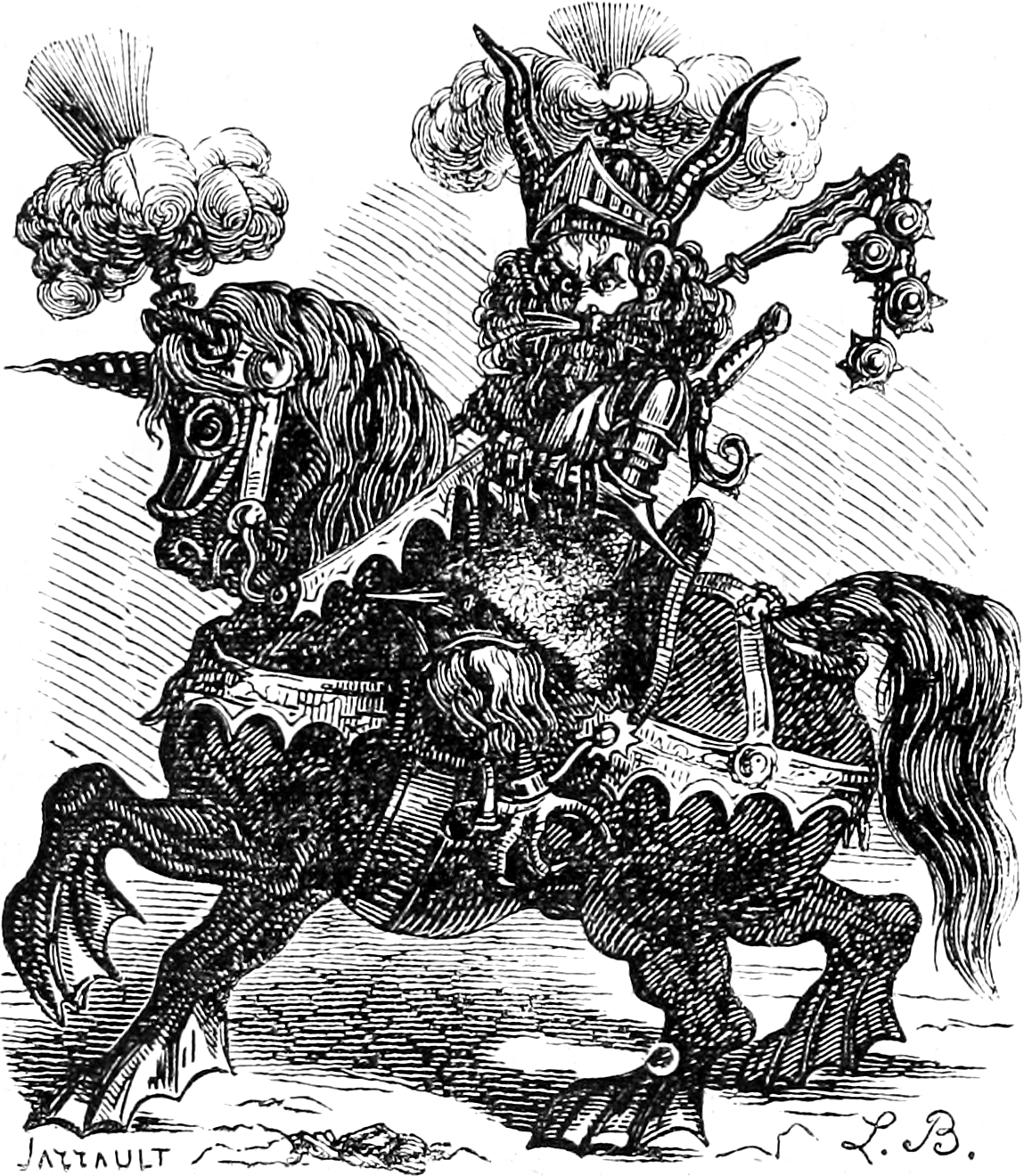
Illustration du démon Alocer dans le Dictionnaire Infernal de Collin de Plancy (6^{e} édition, 1863)

Alocer, Allocer ou Alloces est un démon issu des croyances de la goétie, science occulte de l'invocation d'entités démoniaques. 
Le Lemegeton le mentionne en 23e position de sa liste de démons. Selon l'ouvrage, Alocer est un duc des enfers. Il apparaît avec une tête de lion et des yeux ardents, chevauchant un énorme cheval. Il ne s'exprime qu'avec gravité. Il connaît les secrets de l'astronomie et des arts libéraux. Il est à la tête de 36 légions.
La Pseudomonarchia Daemonum le mentionne en 57e position de sa liste de démons et lui attribue des caractéristiques similaires.
Le dictionnaire infernal le mentionne comme « un puissant démon, qui se montre vêtu en chevalier, monté sur un cheval énorme ; sa figure rappelle les traits du lion ; il a le teint enflammé, les yeux ardents ; il parle avec gravité. On assure qu'il rend ceux qu'il protège heureux dans leur famille. ». 

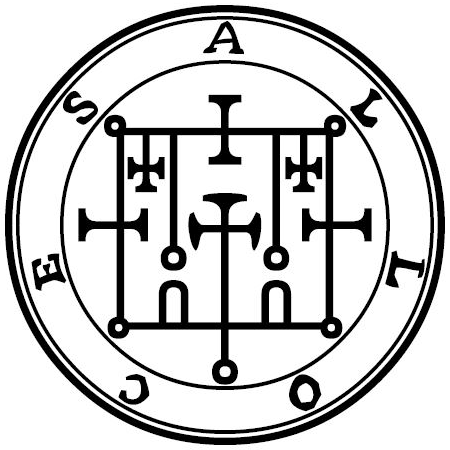
Le sceau de Alocer selon Mathers.